# Papyrus- und Ostrakasammlung der Universitätsbibliothek Leipzig
Die Papyrus- und Ostrakasammlung der Universitätsbibliothek Leipzig ist eine der bedeutendsten und größten Sammlungen von antiken Papyri und Ostraka im deutschsprachigen Raum. Die Grundlagen zur Sammlung wurden im 19. Jahrhundert gelegt, als einer der bekanntesten Papyri, der Papyrus Ebers, in die Sammlung hinzukam. Ein großer Teil der Sammlung wurde wie von vielen anderen deutschen Institutionen 1902 als Teil des Deutschen Papyruskartells erworben. Die Papyri in Leipzig stammen zu einem großen Teil aus Hermopolis und wurden im 4. Jahrhundert in griechischer Sprache verfasst. Die Sammlung umfasst ca. 5000 Papyri und ca. 1600 Ostraka. Erst ein kleiner Teil davon ist veröffentlicht.

## Sammlungsgeschichte
Die ersten Stücke der Leipziger Papyrussammlung wurden von Reisenden nach Leipzig gebracht, zu denen auch Konstantin von Tischendorf gehörte, der später durch den Fund des Codex Sinaiticus bekannt wurde. Die von ihm mitgebrachten Papyri wurden 1885 in ein Belegexemplar des Buches Die griechischen Papyri der Leipziger Universitätsbibliothek von Karl Wessely eingeklebt.
Das Prunkstück der Sammlung wurde mit dem Papyrus Ebers vom deutschen Ägyptologen Georg Ebers 1873 in Leipzig erworben. Der Großteil der Sammlung wurde erworben, indem die Universität Teilhaber des Deutschen Papyruskartells wurde, das 1902 in Ägypten für viele deutsche Institutionen Papyri erwarb. Das Papyruskartell sollte die finanziellen Mittel für Ankäufe der verschiedenen deutschen Institute bündeln und verhindern, dass die verschiedenen deutschen Universitäten selbst als Käufer auftreten und sich ohne es zu wissen gegenseitig überbieten. Die erworbenen Papyri wurden dann anteilig auf die Institutionen verteilt, was gelegentlich dazu führte, dass zusammengehörige Stücke auf verschiedene Orte verteilt wurden. Leipzig erwarb hier in beiden Abteilungen, der literarischen wie auch der dokumentarischen, Anteile. Die Sammlung wurde auch großzügig von Theodor Mommsen gefördert, der einen nicht geringen Teil seines Preisgeldes für den Literatur-Nobelpreis 1902 einbrachte. Die erste wissenschaftliche Erschließung der Schriftstücke erfolgte durch den Rechtshistoriker Ludwig Mitteis und den Mommsen-Schüler und Begründer der wissenschaftlichen Papyrologie, Ulrich Wilcken, der zwischen 1906 und 1912 Professor für Alte Geschichte in Leipzig war. In den Jahren darauf erfolgten immer wieder Einzelstudien. In den 1930er Jahren wurden nochmals Papyri erworben, deren Ankauf durch die Freunde der Universität Leipzig gefördert wurde. Kleinere Teile der Sammlung wurden danach restauriert, inventarisiert und katalogisiert.
Nach dem Zweiten Weltkrieg wurde mit Wilhelm Schubart der damalige Nestor der deutschen Papyrologie in fortgeschrittenem Alter Professor in Leipzig, doch gehörte Papyrologie nicht mehr zu den Forschungsbereichen von hervorgehobenem Interesse. In den Folgejahren nahm das Interesse immer mehr ab. Lange Zeit gab es keinen wissenschaftlichen Mitarbeiter für die Sammlung, ebenso keinen Konservator der Sammlung. Viele der Papyri befanden sich noch in den Originalbehältnissen, in denen sie vom Papyruskartell übernommen worden waren. Diese Zustände änderten sich erst wieder nach der Wende. 1993 wurde Reinhold Scholl zum Betreuer der Sammlung, seit 1997 ist er offiziell für die Sammlung zuständig. 2002 erschien Griechische Urkunden der Papyrussammlung zu Leipzig [P. Lips. II] von Ruth Duttenhöfer, die erste größere Publikation seit langem. Von Juni bis Oktober 2010 wurde unter dem Titel Vergraben – Verloren – Gefunden – Erforscht. Papyrusschätze in Leipzig eine Ausstellung zu den Leipziger Papyri in der Universitätsbibliothek veranstaltet, bei der auch der Papyrus Ebers fast vollständig gezeigt wurde.
Die Ostrakasammlung der Bibliothek besteht aus etwa 1600 Stück, die alle 1902 mit den Papyri des Kartells erworben wurden. 16 von ihnen wurden gemeinsam mit dem P. Lips. I publiziert, weitere Stücke von Wilcken und dem Leiter der Papyrussammlung in Jena, Fritz Uebel (1919–1975). Weitere demotische und koptische wurden in verschiedenen Zeitschriften publiziert. Erst in den 1990er und 2000er Jahren wurden wieder vermehrt weitere Ostraka an die Öffentlichkeit gebracht. Bislang harren noch etwa 1500 der Ostraka einer Veröffentlichung. Seit 2003 wird die Sammlung im Rahmen eines Digitalisierungsprojekts der Universitäten Leipzig, Halle und Jena (Papyrus- und Ostrakaprojekt Halle-Jena-Leipzig) bearbeitet. Des Weiteren wird im Rahmen der Forschungen zur Sammlung das Internetportal Papyrusportal organisiert, in dem sich die Sammlungen aus Bonn, Erlangen, Gießen, Halle, Heidelberg, Jena, Köln, Leipzig, Trier und Würzburg zusammengeschlossen haben. Derzeit wird ein dritter Band zu den Leipziger Papyri erarbeitet, in dem die noch unveröffentlichten Stücke publiziert werden sollen.